# Andrej Blatnik

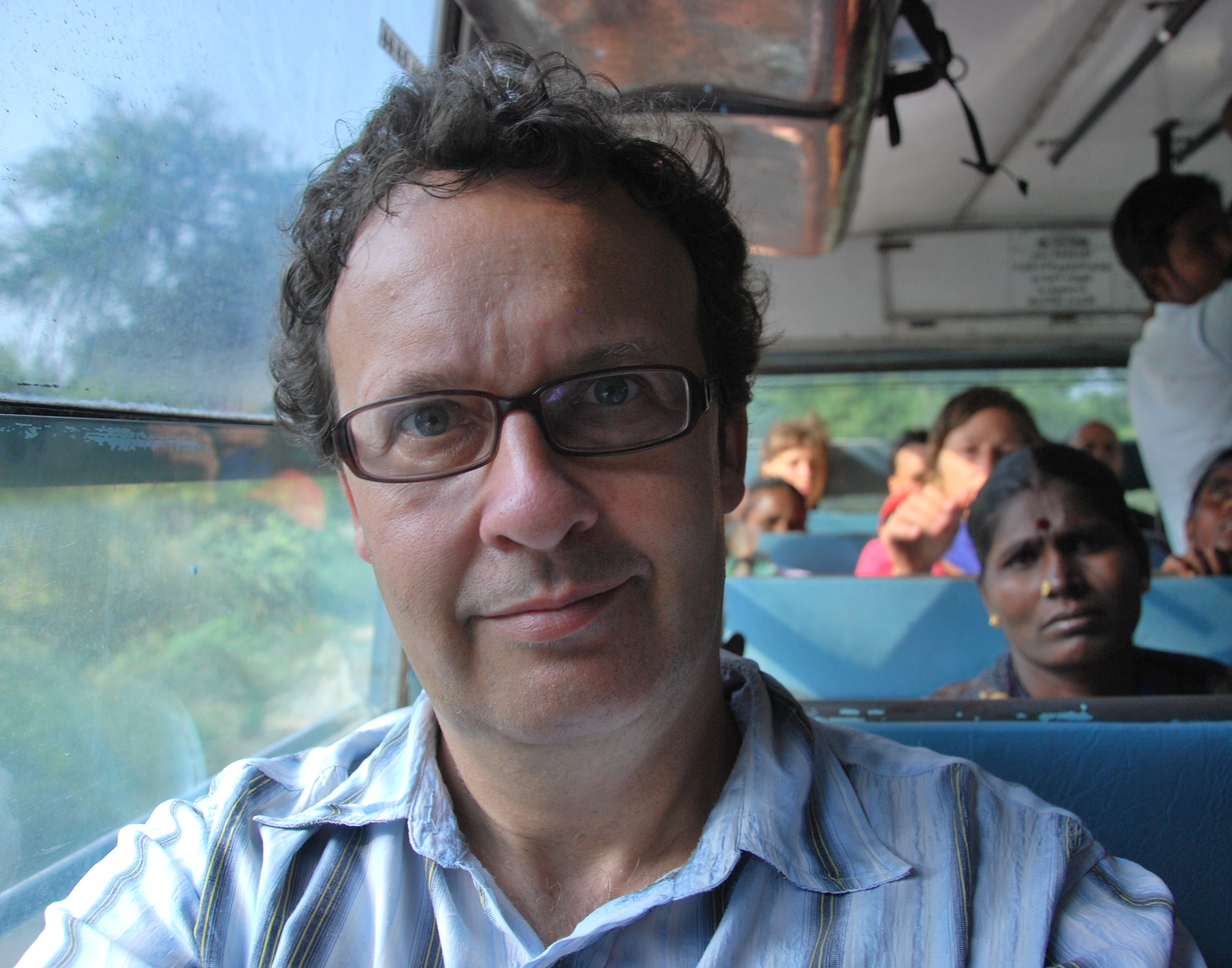
Andrej Blatnik in Indien, 2010

Andrej Blatnik (geb. 22. Mai 1963) ist ein slowenischer Schriftsteller, Journalist und Hochschullehrer.

## Leben
Blatnik studierte Komparatistik, Kultursoziologie, Amerikanische Literatur und Kommunikationswissenschaften an der Universität Ljubljana. Blatnik spielte zunächst als Bassist in einer Punkband; im Alter von 20 Jahren veröffentlichte er seinen ersten Band mit Erzählungen (Šopki za Adama venijo),  für den er 1984 den Zlata ptica-Preis erhielt. Heute arbeitet er als Verlagslektor im renommierten Laibacher Verlag Cankarjeva založba und unterrichtet Kreatives Schreiben an der Universität Ljubljana. Von 2007 bis 2015 war er Vorsitzender der Jury für den internationalen Vilenica-Literaturpreis. Bisher erschienen sind 17 Bücher (Romane und Kurzgeschichten) in slowenischer Sprache. Seine Werke wurden bisher in 30 Sprachen übersetzt und erschienen in 10 anderen Staaten als Slowenien. Aus dem amerikanischen Englisch übersetzte er Werke von Anaïs Nin, Stephen King, Sylvia Plath und Paul Bowles ins Slowenische.

## Buchveröffentlichungen in deutscher Sprache
- Das Gesetz der Leere. Erzählungen. Wien/Bozen: Folio-Verlag, 2001. ISBN 978-3-85256-187-5. (slow. Zakon želje. Študentska založba: Ljubljana 2000.)[3]
- Der Tag, an dem Tito starb und andere Erzählungen. Wien/Bozen: Folio-Verlag, 2005. ISBN 978-3-85256-298-8. (slow. Menjave kož. Emonica: Ljubljana 1990.)[4]
- Ändere mich. Roman. Wien/Bozen: Folio-Verlag, 2009. ISBN 978-3-85256-494-4. (slow. Spremeni me. Založba Litera: Maribor 2008.)[5]
- Platz der Befreiung. Roman. Wien/Bozen: Folio-Verlag, 2023. ISBN 978-3-85256-879-9. (slow. Trg osvoboditve. Goga: Novo mesto 2021.)[6]

Alle deutschsprachigen Ausgaben wurden von Klaus Detlef Olof übersetzt.

## Auszeichnungen
- Zlata ptica 1984 für den Erzählband Šopki za Adama venijo[7]
- Župančič-Preis der Stadt Ljubljana 1991 für den Band Menjave kož (Der Tag, an dem Tito starb und andere Erzählungen)[7][8]
- Prešeren-Preis 2002 für Zakon želje (Das Gesetz der Leere)[7]
- Shortlist zum Kresnik-Preis 2009 für den Roman Spremeni me (als einer der besten slowenischsprachigen Romane des Jahres)[9]